# Gornhausen
Gornhausen is een plaats in de Duitse deelstaat Rijnland-Palts en maakt deel uit van de Landkreis Bernkastel-Wittlich. Gornhausen telt 207 inwoners.